# Шабат

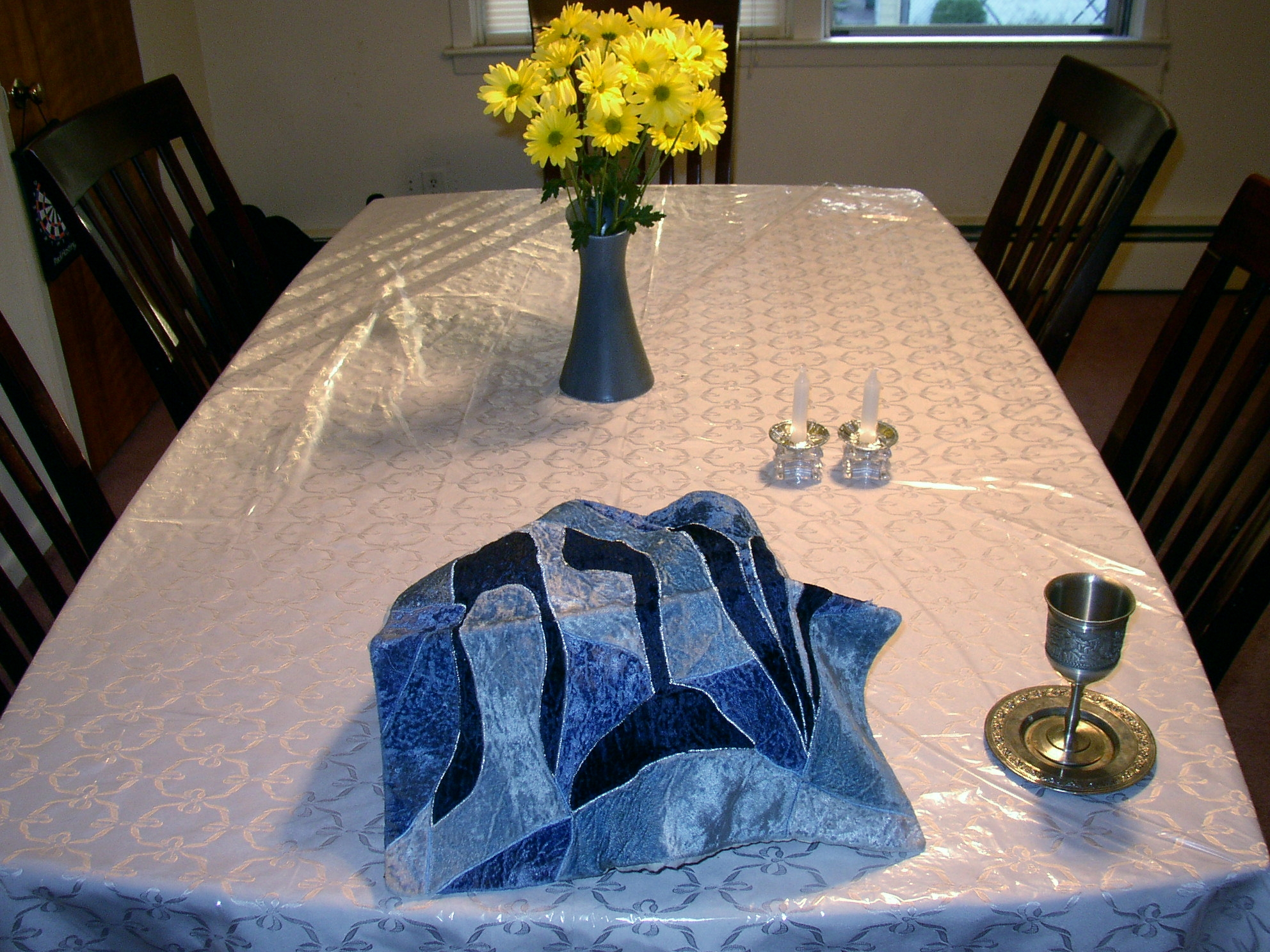
Стіл напередодні Шабату

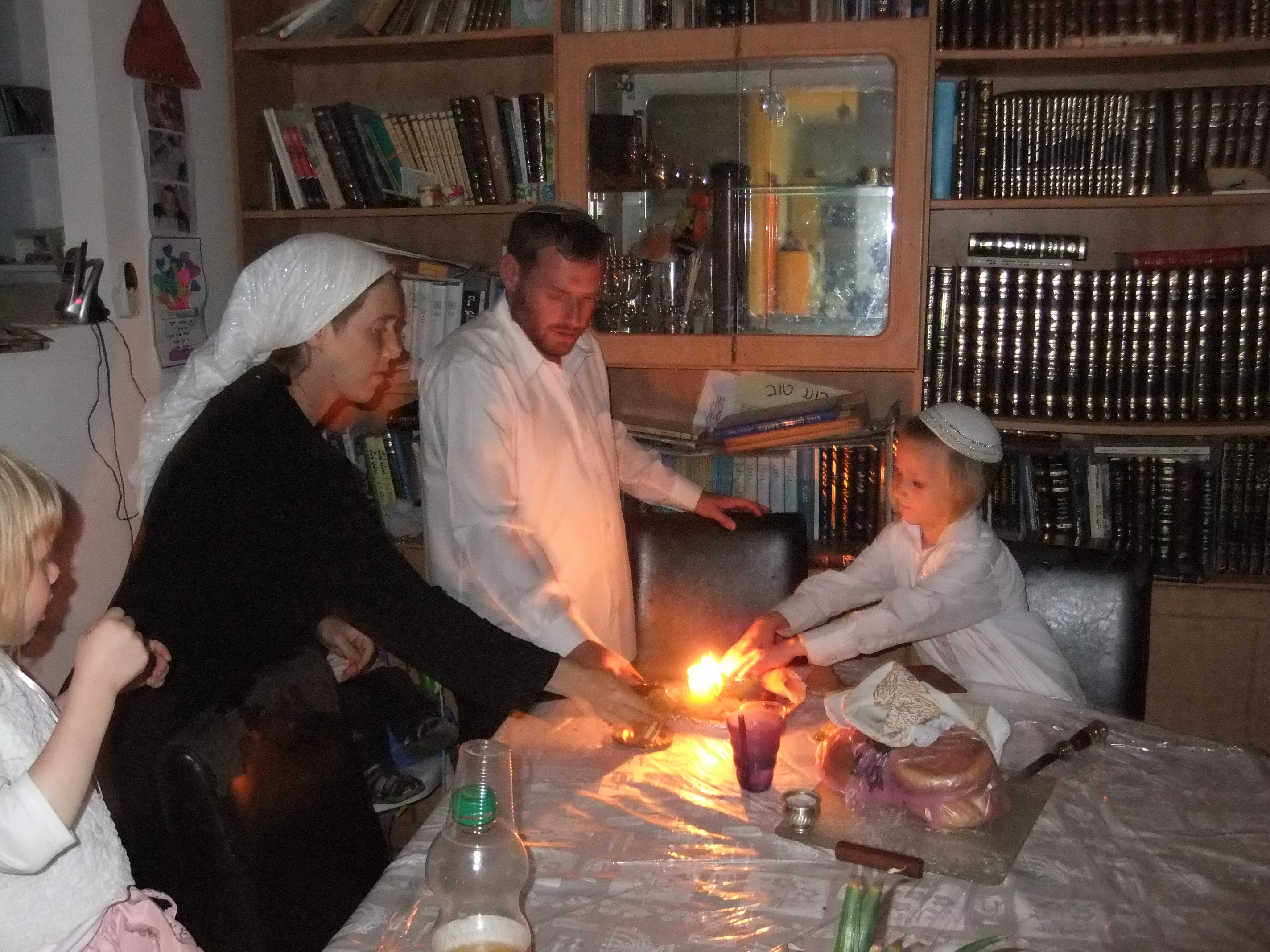
Єврейська сім'я зустрічає Шабат

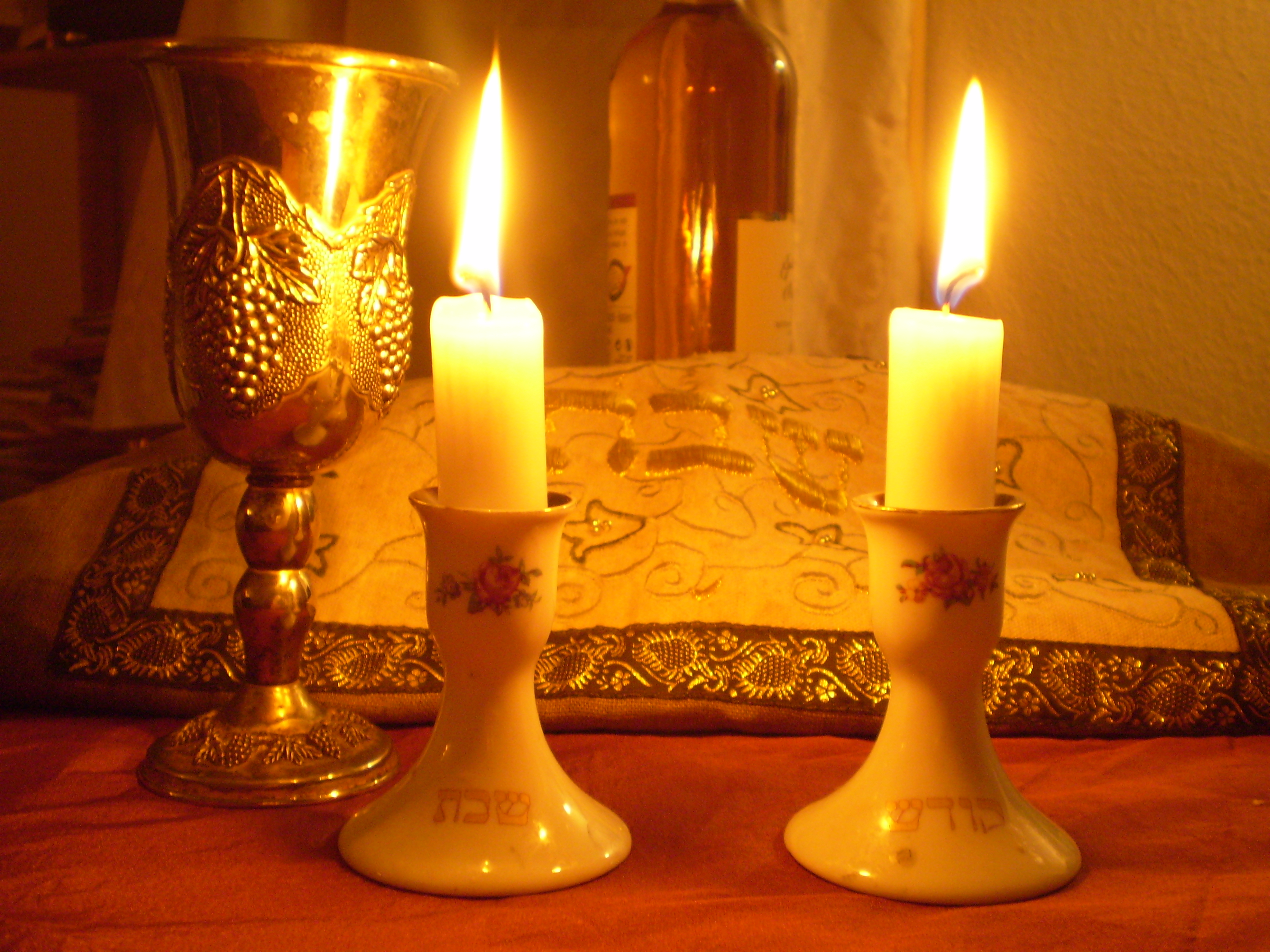
шабатні свічки

Шаба́т (івр. שַׁבָּת, досл. «Шабба́т»; ашкеназ. Shabbos, трансліт. Ша́ббос, досл. «спочивав, припинив діяльність»), також Ша́баш і Ша́бас (через їд. שבת, трансліт. Ша́бес) — у єврейському календарі (юдаїзм) — сьомий день тижня, у який Тора (П'ятикнижжя Мойсея) наказує утримуватися від роботи. Триває від заходу сонця в п'ятницю до заходу сонця в Суботу.

## Шабат в Торі
Шабат — сьомий день творіння.
(Бут. 2:2–3) І скінчив Бог дня сьомого працю Свою, яку Він чинив, і спочив в день сьомий (Шабат) від усіх справ Своїх, які робив. І благословив Бог сьомий день, і освятив його, бо в нім відпочив Він від усієї праці Своєї, які Бог створив.
Шабат — союз Ізраїля з Богом
Це — знак поміж Мною і синами Ізраїля на віки, бо шість днів творив Господь небо та землю, а дня сьомого перервав працю та спочив. (Вих. 31:17)

## Закони Шабату
Тора наказує в суботу спокій і припинення роботи та передбачає застосування смертної кари за порушення законів Шабату (але це покарання виконує не людина, а надприродні сили).

### Зустріч Шабату
Зустріч Шабату (івр. קבלת שבת каббалат Шабат) — традиція, закорінена в глибокому минулому. Невід'ємні атрибути зустрічі Шабату — стіл, укритий скатертиною, дві запалені свічки, хала — традиційний хліб у формі заплетеної коси, вино.

### Запалювання свічок
Шабат, згідно з єврейською традицією, настає з заходом сонця в п'ятницю (івр. יום שישי). Але за 18 хвилин до заходу сонця жінка (зазвичай дружина голови сім'ї) повинна запалити суботні свічки з благословенням: «ברוך אתה ה 'אלוהינו מלך העולם אשר קידשנו במצוותיו וציוונו להדליק נר של שבת», що означає «Благословенний єси Ти, Господи, Боже наш, Владико Всесвіту, Який освятив нас своїми заповідями і заповів нам запалювати суботні свічки».
Від моменту прийняття євреєм Шабату (жінка при запалюванні свічок, чоловік — не пізніше заходу сонця) і до завершення Суботи (івр. מוצאי שבת) не можна виконувати 39 категорій «праці» (івр. ל"ט אבות מלאכה), зокрема запалювання та гасіння вогню.

### Заборонені роботи
Існує 39 видів заборонених у суботу робіт. Це:
- 01. Зореа (садіння рослин).
- 02. Хореш (оранка)
- 03. Коцер (жнива).
- 04. Меамер (в'язання снопів).
- 05. Даш (молотьба).
- 06. Зоре (провіювання змолоченого зерна, відділення його від полови).
- 07. Борер (сортування).
- 08. Тохен (мелення зернових).
- 09. Меракед (відділення зерен від домішок — дрібних камінчиків, насіння інших рослин тощо).
- 10. Лаш (замішування тіста).
- 11. Офе (випікання хлібних виробів).

Ці 11 пунктів є основні види робіт, включених в процес виготовлення хліба «лехем апанім» (на думку Єрусалимського Талмуду) або ж для виготовлення барвників, які виробляли для фарбування покриттів Мішкану. Наступні 11 пунктів «описують» процес виробництва матеріалу, що покриває Мішкан.
- 12. Гозез (стрижка овечої вовни).
- 13. Мелабен (відбілювання вовни).
- 14. Менапец (вичісування вовни).
- 15. Цовеа (фарбування вовни).
- 16. Тове (виготовлення пряжі з вовни або льону).
- 17. Мейсех (натягування ниток на ткацький верстат).
- 18. Осе штей батей нірін (встановлювати на ткацькому верстаті подовжні паралельні нитки для основи тканини).
- 19. Орега (ткати).
- 20. Поцеах (розпускати тканину).
- 21. Кошер (зав'язування вузлів; слово не пов'язано з поняттями, які позначають кошерність їжі).
- 22. Матір (розв'язування вузлів).
- 23. Тофер (шиття).
- 24. Кореа аль манат літфор (розрив матеріалу, з тим, щоб потім зшити).

Наступні сім пунктів дають назви основних видів робіт, що становлять підготовчий процес для виготовлення виробів з шкіри, також службовців для покриву Мішкану.
- 25. Цад (полювати).
- 26. Шохет (забивати худобу).
- 27. Мафшіт (білувати туші).
- 28. Меабед (обробка, дублення шкіри).
- 29. Мемахек (розгладження шкіри).
- 30. Месартет (розкроїти)
- 31. Мехатех (краяння шкіри на шматки по викрійці).

У наступній групі, роботи необхідні для побудови самого Мішкану, а також приготування барвників для його покриттів і перенесення частин Мішкану під час мандрів євреїв пустелею.
- 32. Котев штей отійот (написання двох літер).
- 33. Мохек аль МНАТ Ліхт штей отійот (стирання двох літер, з тим щоб написати їх заново).
- 34. Боні (будівництво).
- 35. Сотер (руйнування побудованого).
- 36. Мехабе (гасіння вогню).
- 37. Мав'ір (розпалювання вогню).
- 38. Маке бе-патіш (завдання завершального удару молотком, (будь-яка дія, що веде предмет в стан готовності, наприклад, настроювання музичних інструментів, вставити нові шнурки у взуття, розривання туалетного паперу по лінії перфорації та ін)).
- 39. Ха-моці мі-решут ле-решут (перенесення об'єктів з приватного володіння в суспільне).

### Молитви
Після запалювання свічок чоловіки йдуть в синагогу на молитву «Мінха» (івр. מנחה), «Зустріч Суботи» (івр. קבלת שבת) і «Маарів» (івр. מעריב).

### Освячення дня
Освячення дня (івр. קידוש) вимовляють над келихом вина або виноградного соку. Глава сім'ї вимовляє благословення: «ברוך אתה ה 'אלוהינו מלך העולם בורא פרי הגפן», що означає «Благословен Ти, Господь, Бог наш, Владика Всесвіту, Творець виноградної лози»,

### Омовіння рук
Після освячення дня слід обмивання рук (івр. נטילת ידיים нетілат ядаім). Кожен учасник суботньої трапези повинен тричі прополоскати поперемінно праву та ліву руки (кисть). Потім слід витерти руки, вимовляючи при цьому: «ברוך אתה ה 'אלוהינו מלך העולם אשר קידשנו במצוותיו וציונו על נטילת ידיים», що означає «Благословен Ти, Господь, Бог наш, Владика Всесвіту, який освятив нас своїми заповідями і звелів нам омивати руки!».

### Трапеза

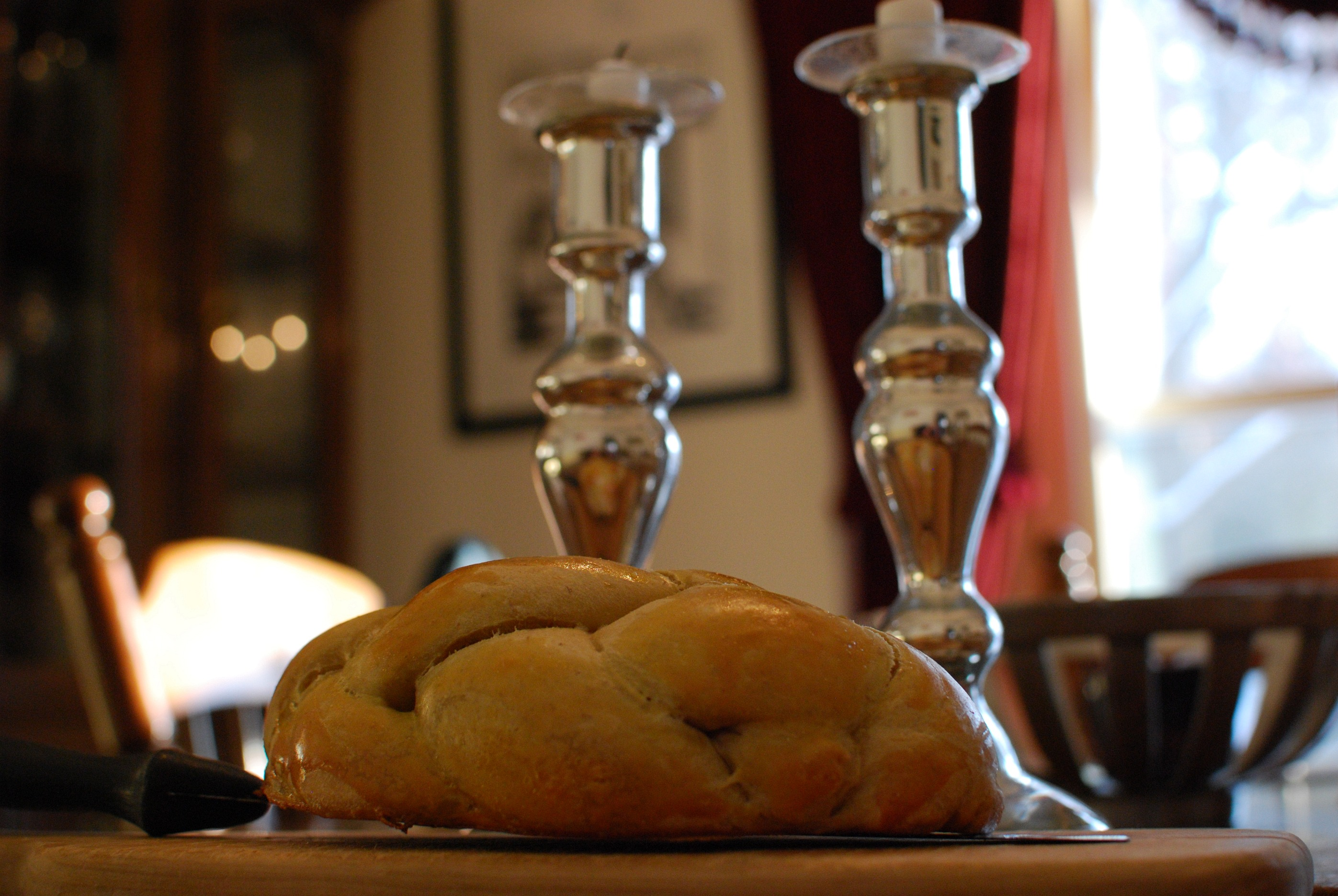
Хала — шабатний хліб

На суботньому столі повинні лежали дві хали, покриті спеціальною серветкою — в пам'ять про дві денні норми манни небесної, які після Виходу Бог дозволив збирати євреям напередодні Суботи.
Глава сім'ї знімає серветку, робить на халі відмітину ножем, потім кладе обидві руки на хали і вимовляє: «ברוך אתה ה 'אלוהינו מלך העולם המוציא לחם מן הארץ» — «Благословен ти, Господь, Бог наш, Владика Всесвіту, що вирощує хліб із землі».
Промовивши благословення, глава сім'ї розрізає халу там, де зробив позначку, солить і їсть. Потім розрізає халу далі та роздає відрізані скиби іншим членам трапези.
Далі йде власне трапеза, яка по можливості повинна складатися зі смачної, різноманітної та багатої їжі. На це немає строгих правил, кожна громада має власну кухню. Як правило, спочатку їдять страви з риби, а потім змінюють їх м'ясними стравами, так за звичаєм мудреців Талмуду, не прийнято їсти м'ясо і рибу разом.